# National Football League (Indien)
Die National Football League (NFL) war die höchste Spielklasse im indischen Fußball. Sie wurde im Jahr 1996 gegründet und 2007 von der neu gegründeten I-League abgelöst. Sie stand unter dem Dachverband der All India Football Federation.

## Meister
| Jahr | Team                             |
| ---- | -------------------------------- |
| 1997 | JCT Mills Football Club Phagwara |
| 1998 | Mohun Bagan AC Kolkata           |
| 1999 | Salgaocar Sports Club Goa        |
| 2000 | Mohun Bagan AC Kolkata           |
| 2001 | East Bengal Club Kolkata         |
| 2002 | Mohun Bagan AC Kolkata           |
| 2003 | East Bengal Club Kolkata         |
| 2004 | East Bengal Club Kolkata         |
| 2005 | Dempo Sports Club Goa            |
| 2006 | Mahindra United Mumbai           |
| 2007 | Dempo Sports Club Goa            |

## Torschützenkönige
| Saison  | Name              | Team                      | Tore |
| ------- | ----------------- | ------------------------- | ---- |
| 1996/97 | Baichung Bhutia   | JCT Mills Football Club   | 14   |
| 1997/98 | Raman Vijayan     | FC Kochin                 | 10   |
| 1998/99 | Philip Mensah     | Churchill Brothers SC Goa | 11   |
| 1999/00 | Igor Shkuyrin     | Mohun Bagan Kolkata       | 14   |
| 2000/01 | Jose Barreto      | Mohun Bagan Kolkata       | 14   |
| 2001/02 | Yakubu Yusif      | Churchill Brothers SC Goa | 18   |
| 2002/03 | Yakubu Yusif      | Churchill Brothers SC Goa | 21   |
| 2003/04 | Christiano Junior | East Bengal Club Kolkata  | 15   |
| 2004/05 | Dudu Omaghbemi    | Sporting Clube de Goa     | 21   |
| 2005/06 | Ranty Martins     | Churchill Brothers Goa    | 13   |
| 2006/07 | Odafe Okolie      | Dempo Sports Club Goa     | 18   |

## Spielzeiten

### Saison 1996/97
In der ersten Saison der National Football League wurde die Mannschaft Jagatjit Cotton & Textile Mills oder in ihrer bekannten Kurzform JCT Mills aus Phagwara in Punjab erster indischer Fußballmeister. Sie konnten sowohl die Vorrunde als auch die Meisterschaftsrunde als Tabellenerster abschließen und erhielten das Preisgeld von 3,5 Mio. Rupien.

Bester Torschütze wurde Baichung Bhutia von JCT Mills mit 14 Toren. Die Saison endete mit einem Herzschlagfinale, bei dem JCT Mills sich im Fernduell mit den Churchill Brothers, die in Chennai über ein 1-1 gegen IT Chennai nicht hinaus kamen. Überraschend in der ersten Saison war, dass bis auf den East Bengal Club die zwei anderen Topvereine aus der Fußballhochburg Kolkata keine Rolle gespielt hatten, was vermutlich daran gelegen hat, dass sie die regionale Liga als wichtiger erachtet haben. Die erste Saison ungeachtet dessen ein voller Erfolg für die neu gegründete Liga.

#### Vorrunde
Gruppe A

| Pl. | Team                             | Tore  | Diff. | Pkt |
| --- | -------------------------------- | ----- | ----- | --- |
| 1.  | JCT Mills Football Club Phagwara | 09-03 | + 6   | 11  |
| 2.  | East Bengal Club Kolkata         | 06-02 | + 4   | 11  |
| 3.  | Salgaocar Sports Club Goa        | 03-05 | - 2   | 06  |
| 4.  | Indian Bank RC Chennai           | 03-05 | - 2   | 06  |
| 5.  | Mohammedan Sporting Club Kolkata | 03-06 | - 3   | 03  |
| 6.  | ITI Bangalore                    | 03-10 | - 7   | 01  |

Gruppe B

| Pl. | Team                             | Tore  | Diff. | Pkt |
| --- | -------------------------------- | ----- | ----- | --- |
| 1.  | Dempo Sports Club Goa            | 08-01 | + 7   | 12  |
| 2.  | Air India Football Club Mumbai   | 07-06 | + 1   | 10  |
| 3.  | Churchill Brothers SC Goa        | 07-06 | + 1   | 07  |
| 4.  | Mahindra United Mumbai           | 06-07 | - 1   | 07  |
| 5.  | Mohun Bagan AC Kolkata           | 06-06 | 0     | 06  |
| 6.  | Kerala Police Thiruvananthapuram | 03-11 | - 8   | 00  |

#### Endrunde
| Pl. | Team                             | Tore  | Diff. | Pkt |
| --- | -------------------------------- | ----- | ----- | --- |
| 1.  | JCT Mills Football Club Phagwara | 26-08 | +18   | 30  |
| 2.  | Churchill Brothers SC Goa        | 20-10 | +10   | 29  |
| 3.  | East Bengal Club Kolkata         | 19-11 | +8    | 25  |
| 4.  | Dempo Sports Club Goa            | 19-17 | +2    | 18  |
| 5.  | Indian Bank RC Chennai           | 14-18 | -4    | 15  |
| 6.  | Air India Football Club Mumbai   | 11-16 | -5    | 15  |
| 7.  | Salgaocar Sports Club Goa        | 08-13 | -5    | 13  |
| 8.  | Mahindra United Mumbai           | 10-34 | -24   | 03  |

### Saison 1997/98
| Pl. | Team                                 | Tore  | Diff. | Pkt |
| --- | ------------------------------------ | ----- | ----- | --- |
| 01. | Mohun Bagan AC Calcutta              | 20-10 | +10   | 34  |
| 02. | East Bengal Club Calcutta            | 18-10 | + 8   | 31  |
| 03. | Salgaocar Sports Club Goa            | 19-13 | + 6   | 30  |
| 04. | FC Kochin                            | 26-20 | + 6   | 29  |
| 05. | Air India Football Club Mumbai       | 18-16 | +2    | 26  |
| 06. | Dempo Sports Club Goa                | 20-22 | -2    | 22  |
| 07. | JCT Mills Football Club Phagwara (M) | 19-15 | +4    | 21  |
| 08. | Indian Bank RC Chennai               | 20-23 | -2    | 21  |
| 09. | Churchill Brothers SC Goa            | 20-26 | -6    | 19  |
| 10. | Mahindra United Mumbai               | 05-30 | -25   | 05  |

### Saison 1998/99
In der dritten Spielzeit der National Football League wurde die Liga wieder in 2 Gruppen aufgeteilt. Die Mannschaft um JCT Mills zog in ihr neues Heimatstadion in der punjabischen Industriestadt Ludhiana, so dass keine Mannschaft mehr aus Delhi in der Liga spielte. In der ersten Hälfte der Spielzeit überraschte der Neuling Tollygunge aus Kolkata, der sich in der Gruppe A noch vor dem Titelverteidiger Mohun Bagan an die Spitze der Tabelle setzen konnte. Doch in der Rückrunde konnte sich Tollygunge knapp nicht für die Finalrunde qualifizieren.

Die Finalrunde bekam den Namen Super League und wurde in zwei Turnieren in Goa und Kolkata ausgetragen. Am Ende konnte sich Salgaocar klar durchsetzen und wurde das einzige Mal indischer Fußballmeister. Torschützenkönig wurde Philip Mensah von den Churchill Brothers mit 11 Toren.

#### Vorrunde Gruppe A
| Pl. | Team                             | Tore  | Pkt |
| --- | -------------------------------- | ----- | --- |
| 1.  | Mohun Bagan AC Kolkata (M)       | 14-07 | 17  |
| 2.  | JCT Mills Football Club Ludhiana | 12-08 | 17  |
| 3.  | Churchill Brothers Goa           | 15-10 | 14  |
| 4.  | Tollygunge Agragami Kolkata (N)  | 09-08 | 14  |
| 5.  | Dempo Sports Club Goa            | 07-12 | 09  |
| 6.  | Air India Football Club Mumbai   | 05-17 | 07  |

#### Vorrunde Gruppe B
| Pl. | Team                      | Tore  | Pkt |
| --- | ------------------------- | ----- | --- |
| 1.  | East Bengal Club Kolkata  | 19-02 | 26  |
| 2.  | FC Kochin Kochi           | 19-12 | 17  |
| 3.  | Salgaocar Sports Club Goa | 17-08 | 16  |
| 4.  | Mahindra United Mumbai    | 13-19 | 10  |
| 5.  | ITI Bangalore (N)         | 06-19 | 08  |
| 6.  | Indian Bank RC Chennai    | 11-25 | 07  |

#### Finalrunde – Super League
| Pl. | Team                             | Tore  | Diff. | Pkt |
| --- | -------------------------------- | ----- | ----- | --- |
| 1.  | Salgaocar Sports Club Goa        | 17-06 | +11   | 23  |
| 2.  | East Bengal Club Kolkata         | 14-08 | + 6   | 19  |
| 3.  | Churchill Brothers SC Goa        | 12-11 | + 1   | 15  |
| 4.  | Mohun Bagan AC Kolkata (M)       | 05-10 | - 5   | 10  |
| 5.  | JCT Mills Football Club Phagwara | 08-09 | - 1   | 09  |
| 6.  | FC Kochin Kochi                  | 03-15 | -12   | 03  |

### Saison 1999/2000
| 1  | Mohun Bagan Kolkata                                | 47 |
| 2  | Churchill Brothers SC Goa                          | 41 |
| 3  | Salgaocar Sports Club Goa (M)                      | 39 |
| 4  | FC Kochin                                          | 34 |
| 5  | JCT Mills Football Club                            | 34 |
| 6  | Mahindra United Mumbai                             | 33 |
| 7  | East Bengal Club Kolkata                           | 32 |
| 8  | Tollygunge Kolkata                                 | 26 |
| 9  | State Bank of Travancore FC Thiruvananthapuram (N) | 24 |
| 10 | ITI Bangalore                                      | 18 |
| 11 | BSF (N)                                            | 17 |
| 12 | Dempo Sports Club                                  | 11 |

### Saison 2000/01
1.  East Bengal Club  46

2.  Mohun Bagan  45

3.  Churchill Brothers SC  36

4.  FC Kochin  34

5  Vasco da Gama  27

6.  Salgaocar Sports Club  26

7.  Mahindra United  25

8.  Tollygunge  24

9.  JCT Mills Football Club 23

10.  ITI  22

11.  Air India Football Club 21

12.  State Bank of Travancore FC  20

### Saison 2001/02
| Pl. | Team                                       | Tore    | Diff. | Pkt |
| --- | ------------------------------------------ | ------- | ----- | --- |
| 1.  | Mohun Bagan Kolkata                        | 31 -19  | +12   | 44  |
| 2.  | Zee Churchill Brothers Goa                 | 44-19   | +25   | 42  |
| 3.  | Vasco Sports Club Goa                      | 28 -20  | +8    | 40  |
| 4.  | Salgaocar Sports Club Goa                  | 32 - 17 | +15   | 39  |
| 5.  | East Bengal Club Kolkata                   | 31 -23  | +8    | 36  |
| 6.  | Mahindra United Mumbai                     | 25 - 19 | +6    | 33  |
| 7.  | Indian Telephone Industries Bangalore      | 26 -26  | 0     | 30  |
| 8.  | Hindustan Aeronautics Limited SC Bangalore | 18- 26  | -8    | 28  |
| 9.  | Tollygunge Aggragami Calcutta              | 26 - 37 | -21   | 23  |
| 10. | JCT Mills Football Club Phagwara           | 18 -26  | -8    | 21  |
| 11. | FC Kochin Kochi                            | 12-32   | -20   | 17  |
| 12. | Punjab Police Jalandhar                    | 11 -38  | -27   | 12  |

### Saison 2002/03
1. East Bengal Club Kolkata 

2. Salgaocar Sports Club Goa  

3. Vasco Sports Club Goa  

4. JCT Mills Football Club Phagwara    

5. Churchill Brothers SC Goa

6. Dempo Sports Club Goa  

7. Mohun Bagan AC Kolkata (M) 

8. Mahindra United Mumbai  

9. Tollygunge Agragami Kolkata

10. Indian Bank RC Chennai  

11. Hindustan Aeronautics Limited SC Bangalore

12. Indian Telephone Industries Bangalore 

### Saison 2003/04
| Pl. | Team                                 | Tore  | Diff. | Pkt |
| --- | ------------------------------------ | ----- | ----- | --- |
| 01. | East Bengal Club Kolkata (M)         | 37-13 | +24   | 49  |
| 02. | Dempo Sports Club Goa                | 28-12 | +16   | 45  |
| 03. | Mahindra United Mumbai               | 34-21 | +14   | 41  |
| 04. | Churchill Brothers SC Goa            | 29-24 | +5    | 36  |
| 05. | JCT Mills Football Club              | 23-21 | +2    | 33  |
| 06. | Vasco Sports Club Goa                | 22-19 | +3    | 28  |
| 07. | Haywards Sporting Clube Goa (N)      | 34-35 | -1    | 27  |
| 08. | Salgaocar Sports Club Goa            | 23-21 | +2    | 27  |
| 09. | Mohun Bagan AC Kolkata               | 22-23 | -1    | 24  |
| 10. | Tollygunge Agragami Kolkata          | 16-24 | -8    | 20  |
| 11. | Mohammedan Sporting Club Kolkata (N) | 20-39 | -19   | 19  |
| 12. | Indian Bank RC Chennai               | 15-50 | -35   | 8   |

### Saison 2004/05
| Pl. | Team                                               | Tore  | Diff. | Pkt |
| --- | -------------------------------------------------- | ----- | ----- | --- |
| 01. | Dempo Sports Club Goa                              | 27-16 | +11   | 47  |
| 02. | Sporting Clube de Goa                              | 46-23 | +23   | 45  |
| 03. | East Bengal Club Kolkata (M)                       | 33-15 | +18   | 43  |
| 04. | Mahindra United Mumbai                             | 29-21 | +8    | 35  |
| 05. | Fransa-Pax Football Club Goa (N)                   | 24-26 | -2    | 30  |
| 06. | Salgaocar Sports Club Goa                          | 26-24 | +2    | 28  |
| 07. | JCT Mills Football Club                            | 19-19 | 0     | 28  |
| 08. | Mohun Bagan AC Kolkata                             | 16-19 | -3    | 23  |
| 09. | Churchill Brothers SC Goa                          | 23-33 | -10   | 23  |
| 10. | Vasco Sports Club Goa                              | 25-37 | -12   | 20  |
| 11. | State Bank of Travancore FC Thiruvananthapuram (N) | 24-34 | -10   | 18  |
| 12. | Tollygunge Agragami Kolkata                        | 20-45 | -25   | 17  |

### Saison 2005/06
| Pl. | Team                                 | Tore  | Diff. | Pkt |
| --- | ------------------------------------ | ----- | ----- | --- |
| 01. | Mahindra United Mumbai               | 24-11 | +13   | 32  |
| 02. | East Bengal Club Kolkata             | 23-13 | +10   | 28  |
| 03. | Mohun Bagan AC Kolkata               | 13-9  | +4    | 21  |
| 04. | Dempo Sports Club Goa (M)            | 22-18 | +4    | 20  |
| 05. | JCT Mills Football Club              | 13-11 | +2    | 20  |
| 06. | Sporting Clube de Goa                | 16-10 | +6    | 19  |
| 07. | Air India Football Club Mumbai(N)    | 14-19 | -5    | 15  |
| 08. | Mohammedan Sporting Club Kolkata (N) | 7-23  | -16   | 14  |
| 09. | Salgaocar Sports Club Goa            | 11-18 | -7    | 11  |
| 10. | Fransa-Pax Football Club Goa         | 2-13  | -11   | 04  |

### Saison 2006/07
Die elfte Spielzeit bekam den Zusatz 11th "ONGC Cup" National Football League. Der Aufstiegsplatz der Tata Football Academy (TFA) wurde Hindustan Aeronautics Limited SC Bangalore zugesprochen, da sich die TFA nicht für die NFL meldete. Es war zugleich die letzte Saison der National Football League, die ab der Saison 2007/08 von der I-League abgelöst wurde.

| Pl. | Team                                           | Tore  | Diff. | Pkt |
| --- | ---------------------------------------------- | ----- | ----- | --- |
| 01. | Dempo Sports Club Goa                          | 37-21 | +16   | 36  |
| 02. | JCT Mills Football Club                        | 31-19 | +12   | 31  |
| 03. | Mahindra United Mumbai (M)                     | 29-14 | +15   | 30  |
| 04. | Churchill Brothers SC Goa (N)                  | 30-23 | +7    | 29  |
| 05. | East Bengal Club Kolkata                       | 29-29 | +0    | 26  |
| 06. | Sporting Clube de Goa                          | 23-19 | +4    | 25  |
| 07. | Air India Football Club Mumbai                 | 20-23 | -3    | 21  |
| 08. | Mohun Bagan AC Kolkata                         | 15-21 | -6    | 21  |
| 09. | Mohammedan Sporting Club Kolkata               | 17-42 | -15   | 12  |
| 10. | Hindustan Aeronautics Limited SC Bangalore (N) | 12-32 | -20   | 10  |

## Ewige Tabelle
| Rang | Team                             | Spielzeiten | Spiele | Siege | Remis | Niederlagen | Punkte | Punkte pro Spiel | Relativer Rang |
| ---- | -------------------------------- | ----------- | ------ | ----- | ----- | ----------- | ------ | ---------------- | -------------- |
| 1    | East Bengal Club                 | 10          | 191    | 104   | 49    | 38          | 361    | 1.890            | 1              |
| 2    | Mohun Bagan Athletic Club        | 9           | 177    | 79    | 53    | 45          | 290    | 1.638            | 2              |
| 3    | Salgaocar Sports Club            | 10          | 191    | 76    | 54    | 61          | 282    | 1.476            | 6              |
| 4    | Churchill Brothers SC            | 9           | 174    | 75    | 53    | 46          | 278    | 1.598            | 3              |
| 5    | JCT Mills Football Club          | 10          | 191    | 63    | 68    | 60          | 257    | 1.346            | 8              |
| 6    | Mahindra United                  | 9           | 181    | 63    | 48    | 70          | 237    | 1.309            | 9              |
| 7    | Dempo Sports Club                | 8           | 137    | 52    | 47    | 38          | 203    | 1.482            | 5              |
| 8    | Vasco Sports Club                | 5           | 110    | 40    | 38    | 32          | 158    | 1.436            | 7              |
| 9    | Tollygunge Agragami              | 6           | 132    | 29    | 46    | 57          | 133    | 1.008            | 13             |
| 10   | FC Kochin                        | 5           | 94     | 30    | 27    | 37          | 117    | 1.247            | 10             |
| 11   | Sporting Clube de Goa            | 3           | 61     | 27    | 16    | 18          | 97     | 1.590            | 4              |
| 12   | Air India Football Club          | 5           | 71     | 19    | 25    | 27          | 82     | 1.155            | 11             |
| 13   | Indian Telephone Industries      | 4           | 88     | 16    | 30    | 42          | 78     | 0.886            | 16             |
| 14   | Indian Bank RC                   | 4           | 76     | 16    | 16    | 44          | 64     | 0.842            | 18             |
| 15   | State Bank of Travancore FC      | 3           | 66     | 15    | 17    | 34          | 62     | 0.939            | 14             |
| 16   | Hindustan Aeronautics Limited SC | 2           | 44     | 11    | 6     | 27          | 39     | 0.886            | 17             |
| 17   | Mohammedan Sporting Club         | 2           | 39     | 9     | 9     | 21          | 36     | 0.923            | 15             |
| 18   | Fransa-Pax Football Club         | 2           | 31     | 8     | 10    | 13          | 34     | 1.098            | 12             |
| 19   | Border Security Force            | 1           | 22     | 4     | 5     | 13          | 17     | 0.773            | 19             |
| 20   | Punjab Police                    | 1           | 22     | 3     | 3     | 16          | 12     | 0.545            | 20             |